# بورن (اورگن)
بورن (به انگلیسی: Bourne) یک منطقهٔ مسکونی در ایالات متحده آمریکا است که در اورگن واقع شده‌است. بورن ۱٬۶۳۸٫۰۲ متر بالاتر از سطح دریا واقع شده‌است.